# Listă de filme germane din anii 2010
Lista de filme germane din anii 2010 cuprinde filmele considerate mai importante produse în Germania anilor 2010.

## Anii 2010

### 2010
- Drei (Regie: Tom Tykwer), Bayerischer premiu 2010 pentru cea mai bună regie und Sophie Rois ca cel mai bun actor; Festivalul de la Veneția 2010: participare am Wettbewerb.
- Die Fremde (Regie: Feo Aladağ), Premiile Academiei Europene de Film: nominalizat ca „cel mai bun actor“ und „bestes Erstlingswerk“; Tribeca Film Festival 2010: „cel mai bun film ca“ und „ca cel mai bun actor“ an Sibel Kekilli
- Vincent will Meer (Regie: Ralf Huettner), Bambi 2010 in der ca cel mai bun actor național an Florian David Fitz